# Puy Moné
Puy Moné o Puig Moné (en aragonés Pui Monet) es una montaña de 1.302 metros de altura situada en la sierra de Luesia, dentro de la sierra de Santo Domingo, provincia de Zaragoza.
Es la cima más conocida de la zona de Luesia, siendo coronada por un observatorio forestal. Se sitúa al este de la punta de Cabo Val (1.312 metros).
Está compuesto por conglomerados del Mioceno de la Formación de Uncastillo.